# Artus Quellinus II.

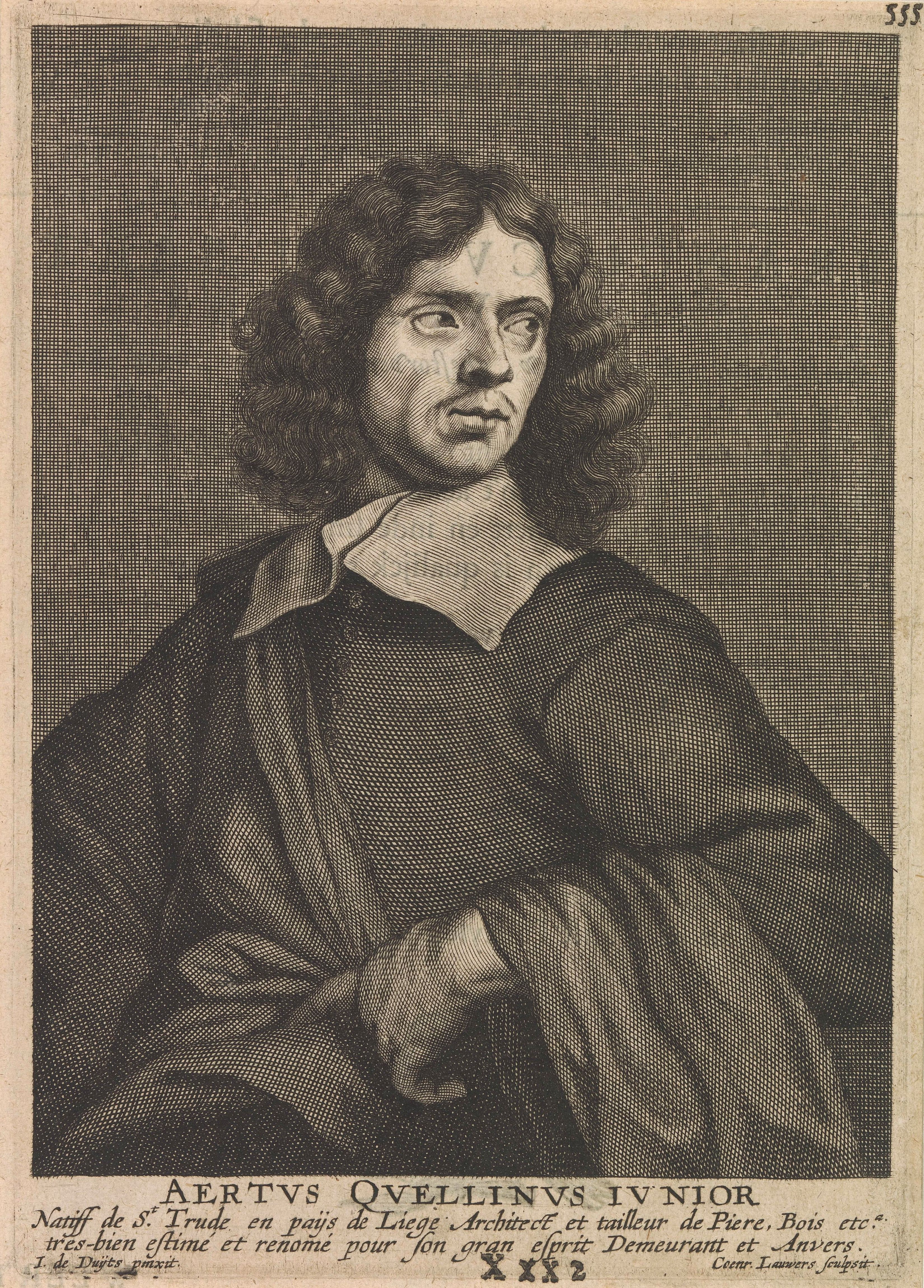
Artus Quellinus II.

Artus Quellinus II. (* 1625 in Sint-Truiden in Limburg; † 22. November 1700 in Antwerpen) war ein flämischer Bildhauer aus der Künstlerfamilie Quellinus. Er wurde auch der Jüngere genannt.
Er war der Vetter des Bildhauers Artus Quellinus I. und Vater der drei ebenfalls künstlerisch tätigen Söhne Artus III., Cornelis und Thomas.
Artus Quellinus wurde 1650 Freimeister der Lukasgilde in Antwerpen und war Artus I. 1652 bis 1654 bei der Ausführung des Auftrags am Rathaus von Amsterdam behilflich.